# Pomnik Ludwika Bierkowskiego w Krakowie
Pomnik Ludwika Bierkowskiego – pomnik znajdujący się w Krakowie, przy ulicy Mikołaja Kopernika 7, na skwerze przed budynkiem Instytutu Biochemii Lekarskiej Collegium Medicum, w dzielnicy I, na Wesołej.
Popiersie Ludwika Bierkowskiego, jest dziełem zaprojektowanym przez Józefa Potępę.
Pomnik został uroczyście osłonięty w 1987 roku.